# Sarnów (Tuszów Narodowy)
Sarnów (bis 1950 deutsch Reisheim oder Reichsheim) ist eine Ortschaft mit einem Schulzenamt der Gemeinde Tuszów Narodowy im Powiat Mielecki der Woiwodschaft Karpatenvorland in Polen.

## Geographie
Der Ort liegt am westlichen Rand des Sandomirer Urwalds, im Sandomirer Becken, 11 km nordöstlich der Stadt Mielec. Die Nachbarorte sind Czajkowa im Norden, Dębiaki im Süden, sowie Grochowe im Westen.

## Geschichte

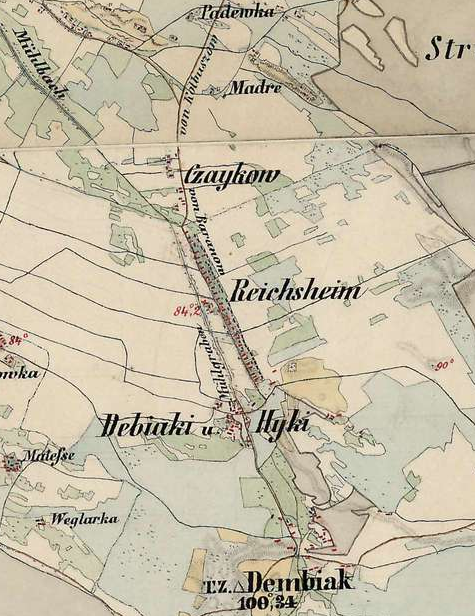
Reichsheim auf der Franziszeischen Landesaufnahme um die Mitte des 19. Jahrhunderts

Bei der Ersten Teilung Polens kamen die Kammergüter der Stadt Sandomierz 1772 zum neuen Königreich Galizien und Lodomerien des habsburgischen Kaiserreichs (ab 1804).
Das Dorf entstand im Jahre 1783 im Zuge der Josephinischen Kolonisation. 38–40 deutsche Familien (161 Personen) wurden auf 292 Hektar als Kolonisten lutherischer und reformierter Konfession angesiedelt. Im Jahre 1784 wurde dort kraft des Toleranzpatents eine lutherische Gemeinde gegründet, die der Evangelischen Superintendentur A. B. Galizien gehörte. Diese Pfarrgemeinde umfasste außer Reichsheim auch die Kolonien Padew (Fallbrun), Hohenbach (Filie mit eigentlichem Bethaus) und Goleschau. Im Jahre 1836 wurde ein neues Bethaus gebaut. Seit 1867 war der Sitz dieser Gemeinde in Hohenbach. Im Jahre 1812 hatte die Kolonie 210 Menschen. Im Jahre 1875 gab es in Reichsheim 230 Protestanten und eine deutsche Schule. Im Jahre 1900 hatte die Gemeinde Reichsheim im Bezirk Mielec 45 Häuser mit 297 Einwohnern, davon waren 227 deutschsprachig, 70 polnischsprachig, 53 römisch-katholisch, es gab 17 Juden und 227 anderen Glauben (überwiegend evangelisch).
1918, nach dem Ende des Ersten Weltkriegs und dem Zusammenbruch der k.u.k. Monarchie, kam Sarnów zu Polen. Unterbrochen wurde dies durch die Besetzung Polens durch die Wehrmacht im Zweiten Weltkrieg, währenddessen es zum Generalgouvernement gehörte.
1921 deklarierten sich 155 Bewohner in Reichsheim als deutscher Nationalität, nach Hohenbach die zweitgrößte Zahl im Sandomirer Becken.
Das evangelische Bethaus wurde im Jahre 1942 als katholische Kirche geweiht.
Von 1975 bis 1998 gehörte Sarnów zur Woiwodschaft Rzeszów.

## Sehenswürdigkeiten

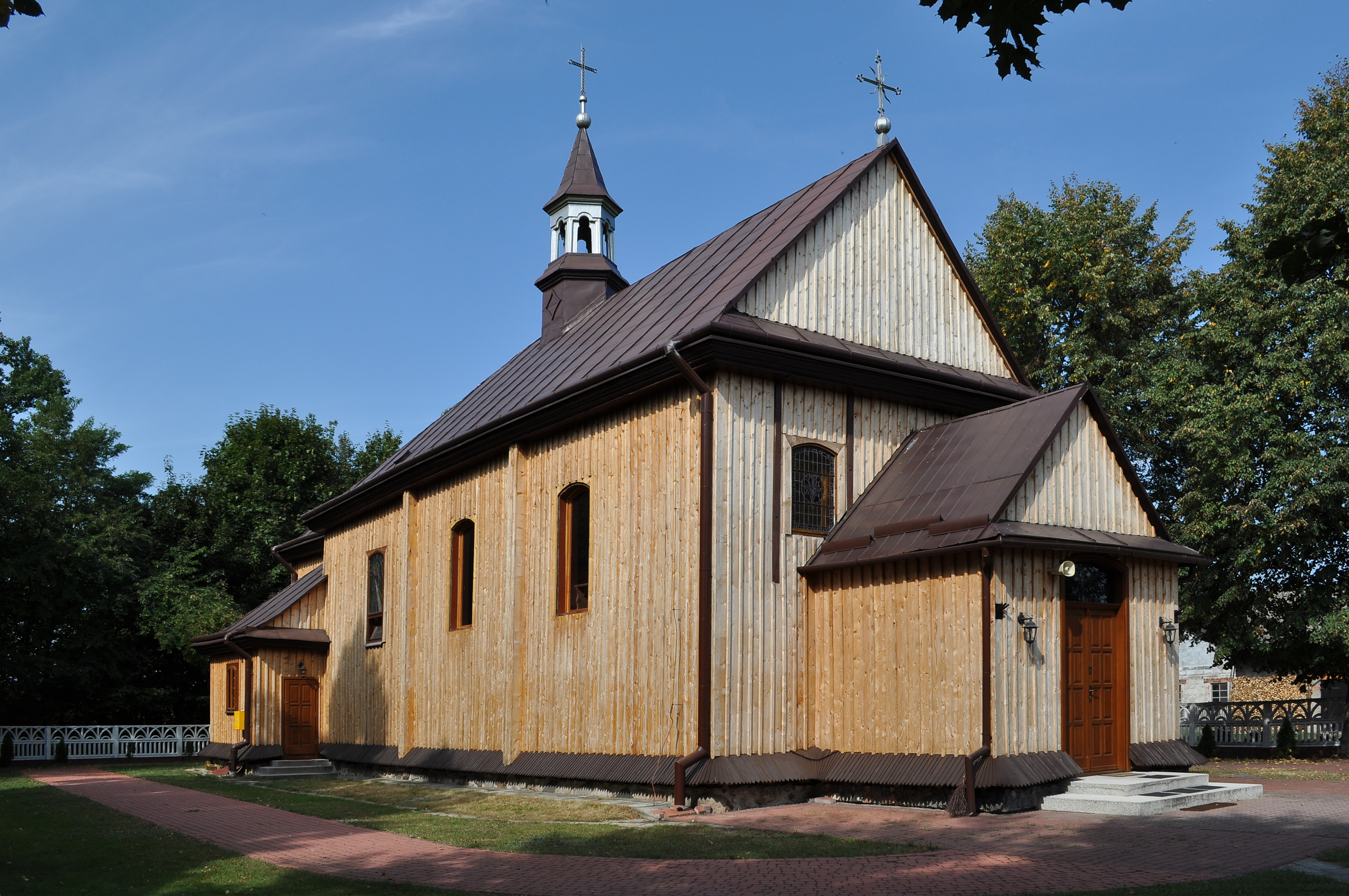
Ehemaliges evangelisches Bethaus

- Ehemaliges evangelisches Bethaus, ab 1942 katholisch